# Paulo Ferreira
Pour les articles homonymes, voir Paulo Ferreira (homonymie) et Ferreira.
Paulo Renato Rebocho Ferreira aussi appelé Paulo Ferreira, né le 18 janvier 1979 à Cascais au Portugal, est un footballeur international portugais.

## Biographie

### En club
Paulo Ferreira dispute la majorité de sa carrière au FC Porto et à Chelsea.
Il y remporte de nombreux titres dont notamment deux Ligues des Champions et deux Ligues Europa.
Il prend sa retraite sportive en 2013 et intègre alors l’équipe responsable de la gestion des joueurs prêtés au sein de Chelsea. En 2023, il quitte le club pour rejoindre Paulo Fonseca au LOSC en qualité d'entraineur adjoint. Il quitte le LOSC en juin 2024.

### En sélection
Le 30 août 2010, il annonce qu'il met un terme à sa carrière internationale, par le biais d'une lettre adressée à la Fédération portugaise. Il aura participé à 62 matchs en 8 ans sous le maillot portugais.

## Carrière
| Période   | Club            | Pays       | Matchs / Buts      |
| 1997-2000 | Estoril-Praia   | Portugal   | 77 matchs / 2 buts |
| 2000-2002 | Vitória Setubal | Portugal   | 68 matchs / 2 buts |
| 2002-2004 | FC Porto        | Portugal   | 90 matchs / 0 but  |
| 2004-2013 | Chelsea         | Angleterre | 209 matchs / 2 but |

## Palmarès

### FC Porto
- Vainqueur de la Ligue des champions : 2004
- Vainqueur de la Coupe de l'UEFA : 2003[4],
- Champion du Portugal : 2003 et 2004
- Vainqueur de la Coupe du Portugal : 2003

### Chelsea FC
- Ligue des Champions
  - Vainqueur  en 2012
  - Finaliste de la en 2008
- Vainqueur de la Ligue Europa en 2013
- Champion d'Angleterre : 2005, 2006 et 2010
- Vainqueur de la Coupe d'Angleterre : 2007, 2009, 2010 et 2012
- Vainqueur de la Carling Cup : 2005 et 2007
- Vainqueur du Community Shield en 2009

### Équipe du Portugal
- International portugais (64 sél.) depuis le 7 septembre 2002 : Angleterre 1 - 1 Portugal
- Finaliste de l'Euro 2004
- Quatrième de la Coupe du monde 2006